# قليبلي (بولية)
قليبلي أو غاليبولي (بالإيطالية: Gallipoli)‏ هي بلدة وبلدية في مقاطعة لتشه في إقليم بولية في جنوب إيطاليا.
ذكرها الادريسي: "ونرجع فنقول إن من مدينة طارنت في الجنوب إلى مدينة قليبلي على البحر ستون ميلا ومن قليبلي إلى أذرنت في المشرق ثلاثة مائة ميل وثلاثون ميلا ومن اذرنت إلى لج وهي مدينة في البر اثنان وسبعون ميلا ومن مدينة لج إلى ابرندس المتقدم ذكرها على بحر البنادقيين اثنان وسبعون ميلا."

## السكان
في سنة 1861 بلغ عدد السكان 8٬082 نسمة، وتطور العدد ليصل في سنة 2011 لـ 20٬398 نسمة.
يظهر هذا المخطط البياني تطور النمو السكاني لـ قليبلي

## توأمة
لغاليبولي اتفاقيات توأمة مع كل من:
- مونفلكوني
- بيت لحم

## أعلام
- أوجو جابريل
- الساندرو كاروتزا
- فيتو داماتو
- ميركو كاريتا
- اليساندرو سكيالبي